# Ábelová
Ábelová – wieś (obec) na Słowacji położona w kraju bańskobystrzyckim, w powiecie Łuczeniec.

## Położenie
Leży we wschodniej części Pogórza Krupińskiego, ok. 20 km na północny zachód od Łuczeńca.

## Historia
Pierwsze wzmianki o miejscowości pochodzą z roku 1275, kiedy występuje jako Abelfeuld. W roku 1460 notowana jest jako Abellehota, Ábelová od roku 1808. Należała do feudalnego "państwa" z siedzibą na zamku w Haliču.

## Demografia
Według danych z dnia 31 grudnia 2012, wieś zamieszkiwało 248 osób, w tym 130 kobiet i 118 mężczyzn.
W 2001 roku pod względem narodowości i przynależności etnicznej 99,27% mieszkańców stanowili Słowacy, a 0,36% Węgrzy.
Ze względu na wyznawaną religię struktura mieszkańców kształtowała się w 2001 roku następująco:
- Katolicy rzymscy – 21,53%
- Grekokatolicy – 0,36%
- Ewangelicy – 75,18%
- Ateiści – 0,73%
- Nie podano – 1,46%

## Osoby związane z miejscowością
- Božena Slančíková-Timrava, słowacka pisarka i dramaturg; żyła w Ábelovej od 1909 do 1945 r., tu powstały jej najważniejsze dzieła[9].
- Ján Šalamún Petian, duchowny ewangelicki, wybitny ornitolog, propagator ochrony przyrody; urodził się w Ábelovej w 1799 r.[9]